# Erich Correns

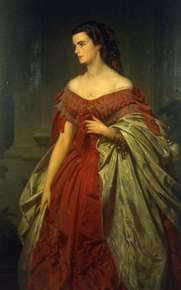
Duchessa Elena in Baviera, 1859

Erich Correns (Colonia, 3 marzo 1821 – Monaco di Baviera, 4 giugno 1877) è stato un pittore ritrattista tedesco.

## Biografia
Dopo aver studiato giurisprudenza a Bonn, con suo padre Karl Theodor Correns (26 aprile 1776 - 24 febbraio 1843) andò all'Accademia delle belle arti di Monaco di Baviera, e diventò un ritrattista realizzato e un litografo. Morì in quest'ultima città nel 1877. Era ben noto per l'eleganza dei suoi ritratti, tra cui quello di Massimiliano II di Baviera e della regina Maria, sua consorte, sono menzionati come degni di nota.

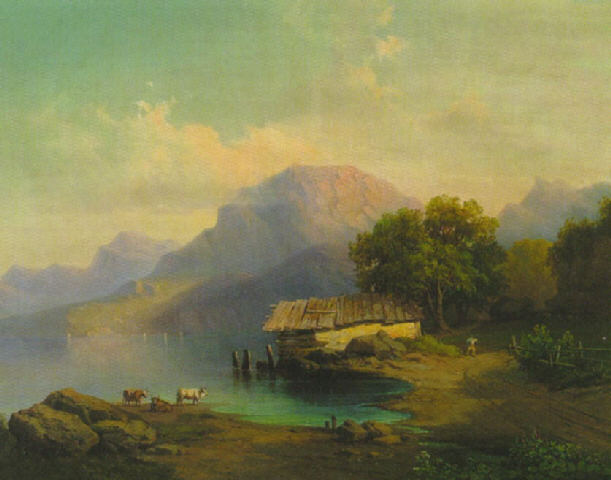
Casa di pescatori sulla riva del Gebirgssee, 1859
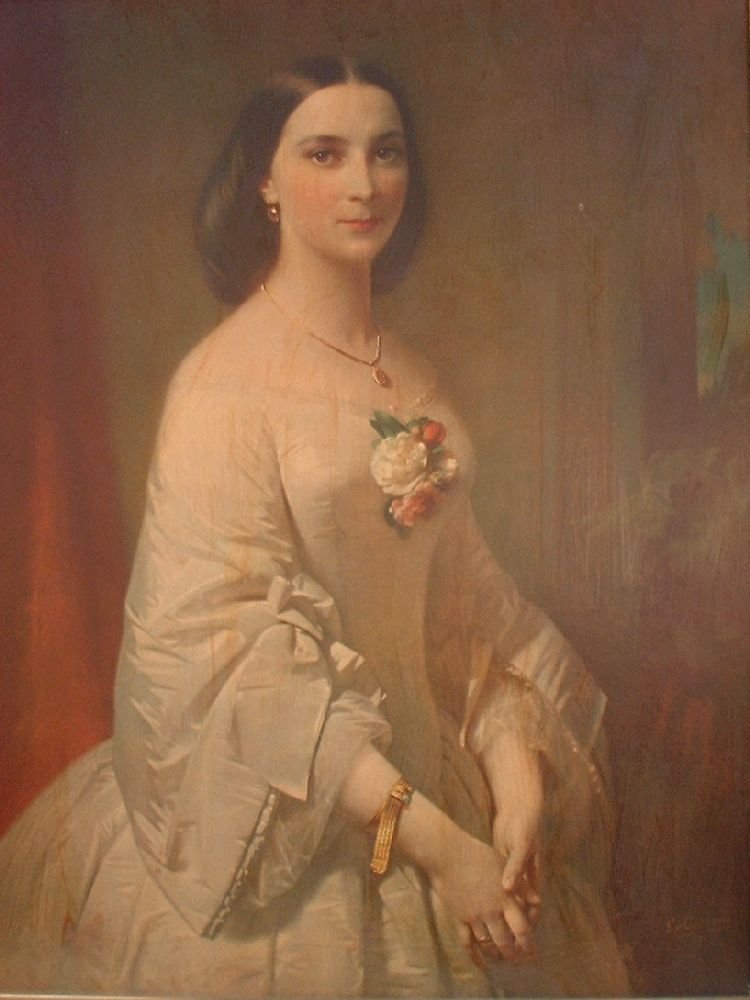
Southern belle, ca. 1850
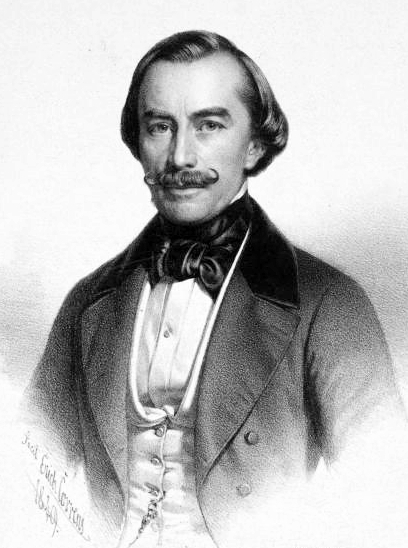
Johann Petzmayer, suonatore di zither e compositore austriaco, litografia del 1849